# Ostia Antica
Ostia Antica è la trentacinquesima zona di Roma, è indicata con Z. XXXV.
Il toponimo indica la zona urbanistica 13E del Municipio Roma X.

## Geografia fisica

### Territorio
Si trova nell'area sud-ovest di Roma, fra il fiume Tevere a nord-ovest e la via del Mare a sud.
La zona confina:
- a nord-ovest con il comune di Fiumicino[1].
- a est con la zona Z. XXXII Acilia Nord[2]
- a sud-est con la zona Z. XXXIV Casal Palocco[3]
- a sud con il quartiere Q. XXXIII Lido di Ostia Ponente[4]

La zona urbanistica confina:
- a nord-ovest con il comune di Fiumicino
- a est con le zone urbanistiche 13B Acilia Nord e 13C Acilia Sud
- a sud-est con le zone urbanistiche 13D Palocco e 13H Castel Fusano
- a sud con le zone urbanistiche 13G Ostia Sud e 13F Ostia Nord

## Storia

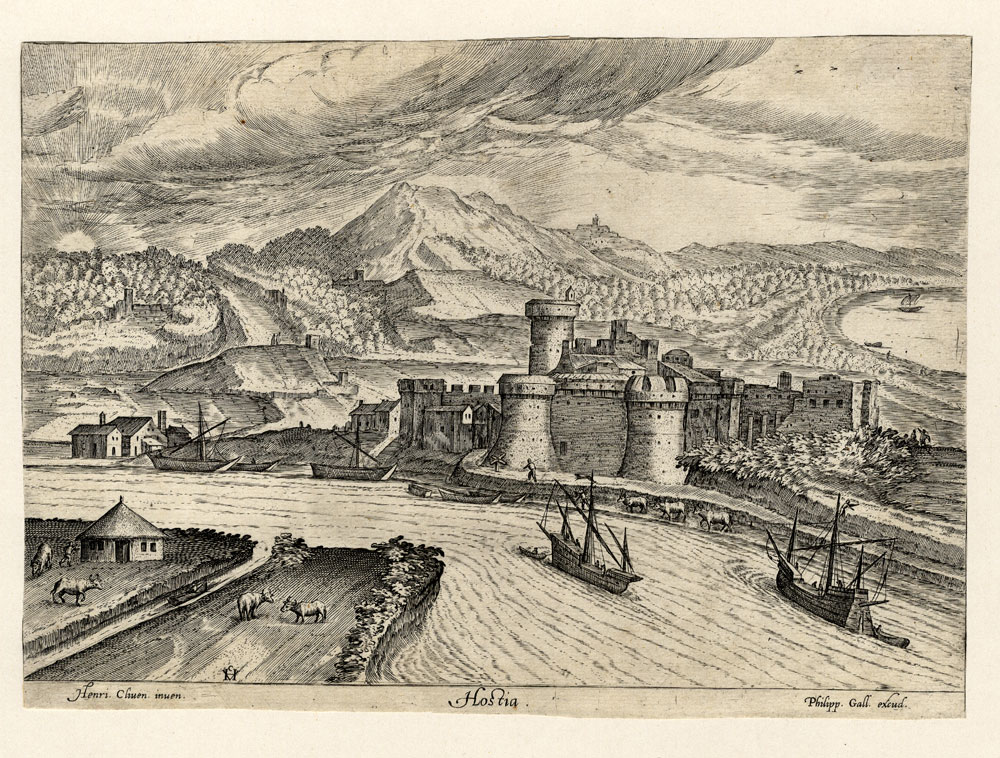
Il borgo di Ostia e il castello di Giulio II prima della piena del 1557

Nel territorio si impiantò l'antica città di Ostia, fondata nel corso del IV secolo a.C. come accampamento militare. Si sviluppò nel corso dell'età imperiale romana come centro commerciale portuale, legato all'approvvigionamento del grano nella capitale.
A causa dell'insufficienza del porto fluviale nel 42 d.C. Claudio iniziò la costruzione di un porto artificiale a nord, collegato al Tevere da un canale artificiale e dotato di un faro; un secondo porto esagonale venne costruito tra il 106 e il 113 sotto Traiano, i resti si trovavano nella proprietà privata dei duchi Sforza Cesarini.
All'epoca del suo massimo sviluppo Ostia raggiunse i 75 000 abitanti, declinò con la crisi del III secolo. Ebbe una ripresa nel IV secolo come sede residenziale, mentre le attività commerciali e amministrative si erano spostate nella città di Porto.
Già dal III secolo fu sede episcopale.
L'acquedotto cessò di funzionare alla fine del V secolo. Nel 537, nel corso di un assedio dei Goti fu difesa dal generale bizantino Belisario. La città era tuttavia decaduta e spopolata.
Rimase la porta d'accesso a Roma dal Tevere, lungo il quale risalivano pellegrini mercanti e delegazioni giunte via mare. Nel IX secolo fu saccheggiata dai Saraceni. Papa Gregorio IV fortificò quindi il borgo sorto per dare rifugio agli operai delle saline lungo la via Ostiense, che prese il nome di Gregoriopoli, e la città antica venne definitivamente abbandonata.
Alla fine del Quattrocento il vescovo Giuliano della Rovere, poi divenuto papa col nome di Giulio II, fece costruire il castello che prese il suo nome, completò la costruzione della basilica di Sant'Aurea, iniziata poco prima dal cardinale Guillaume d'Estouteville sul luogo della tomba di santa Monica e nei pressi della tomba di santa Aurea, e rifare la cinta muraria. Architetto di questa ristrutturazione fu, a detta del Vasari, Baccio Pontelli.
La struttura mantenne la propria funzione difensiva fino al 1557, quando una piena straordinaria deviò il corso del Tevere, lasciando a secco anche il fossato attorno alla cinta.
Il castello, che era stato sede di dazio e dogana, perse la sua funzione e cadde in rovina: venne utilizzato come stalla e deposito da contadini e pastori della zona, ormai impaludata, mentre la torre venne usata come prigione. Nell'Ottocento i prigionieri furono utilizzati per lo scavo della città romana.
Rocca e borgo furono restaurati in varie riprese durante il Novecento.

## Monumenti e luoghi d'interesse

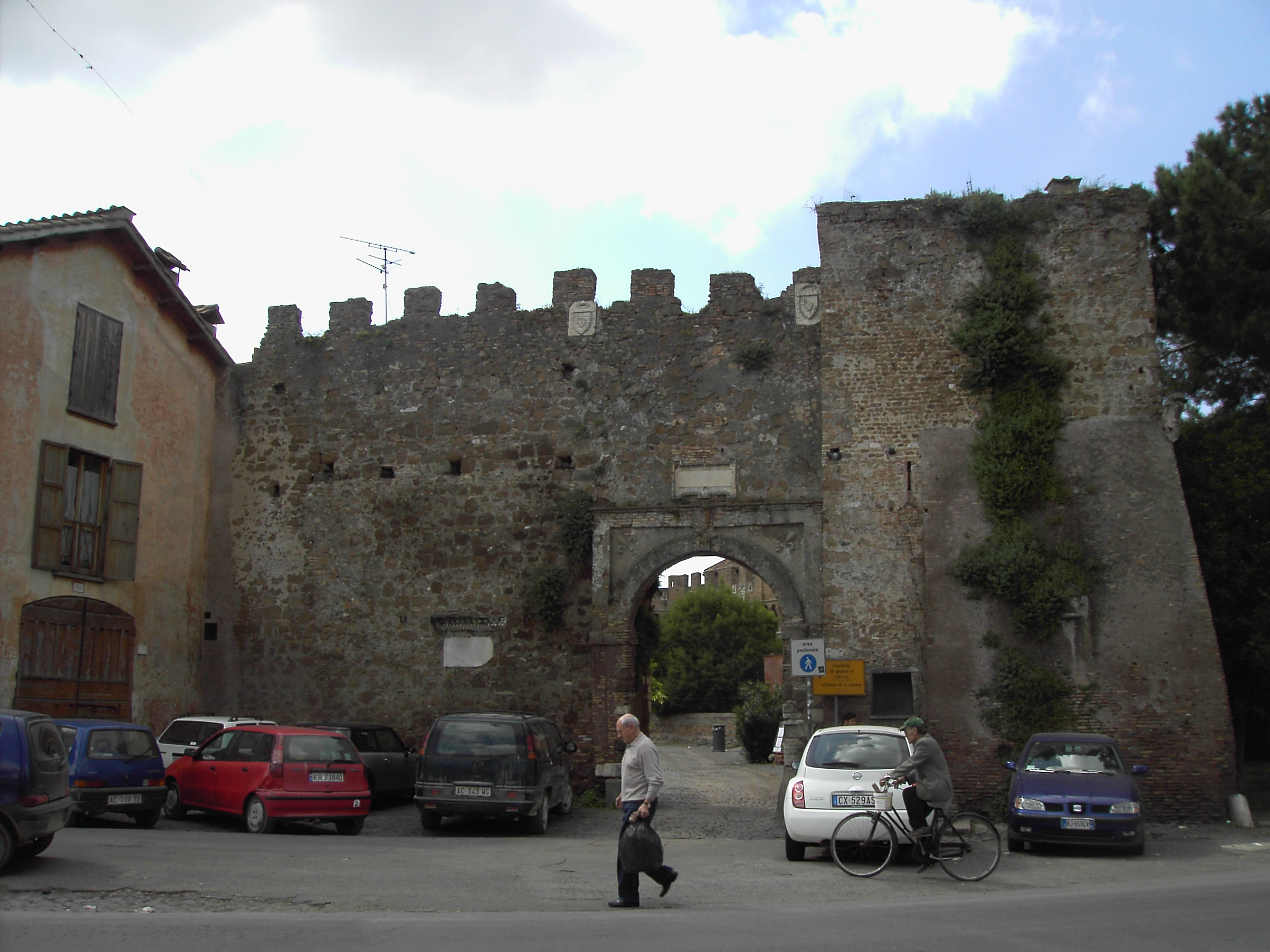
L'ingresso al borgo

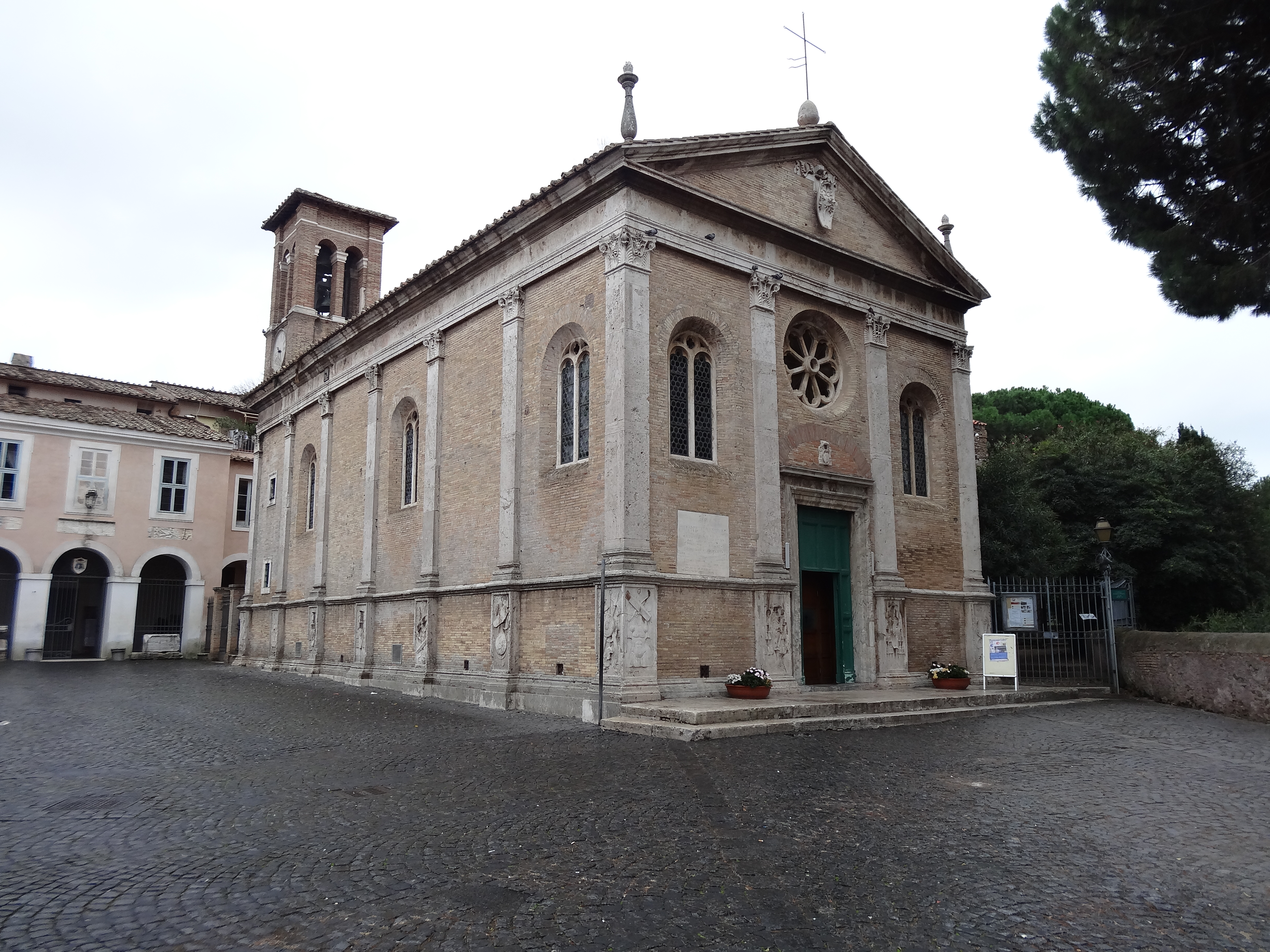
Basilica di Sant'Aurea

### Architetture civili
- Borgo Gregoriopoli, cittadella fortificata del IX secolo, fatta costruire da papa Gregorio IV;[5]
- Casone pontificio del Sale, presso gli scavi di Ostia antica. Edificio del XV secolo, adattato a museo degli scavi nel XIX secolo da papa Pio IX;
- Sacrario dei bonificatori del litorale romano.[6]

### Architetture religiose
- Basilica di Sant'Aurea, su viale dei Romagnoli. Chiesa rinascimentale del XV secolo (1483).
- Cimitero di Ostia Antica, su via di Piana Bella (zona Casal Palocco). 41.756664°N 12.304488°E

### Architetture militari

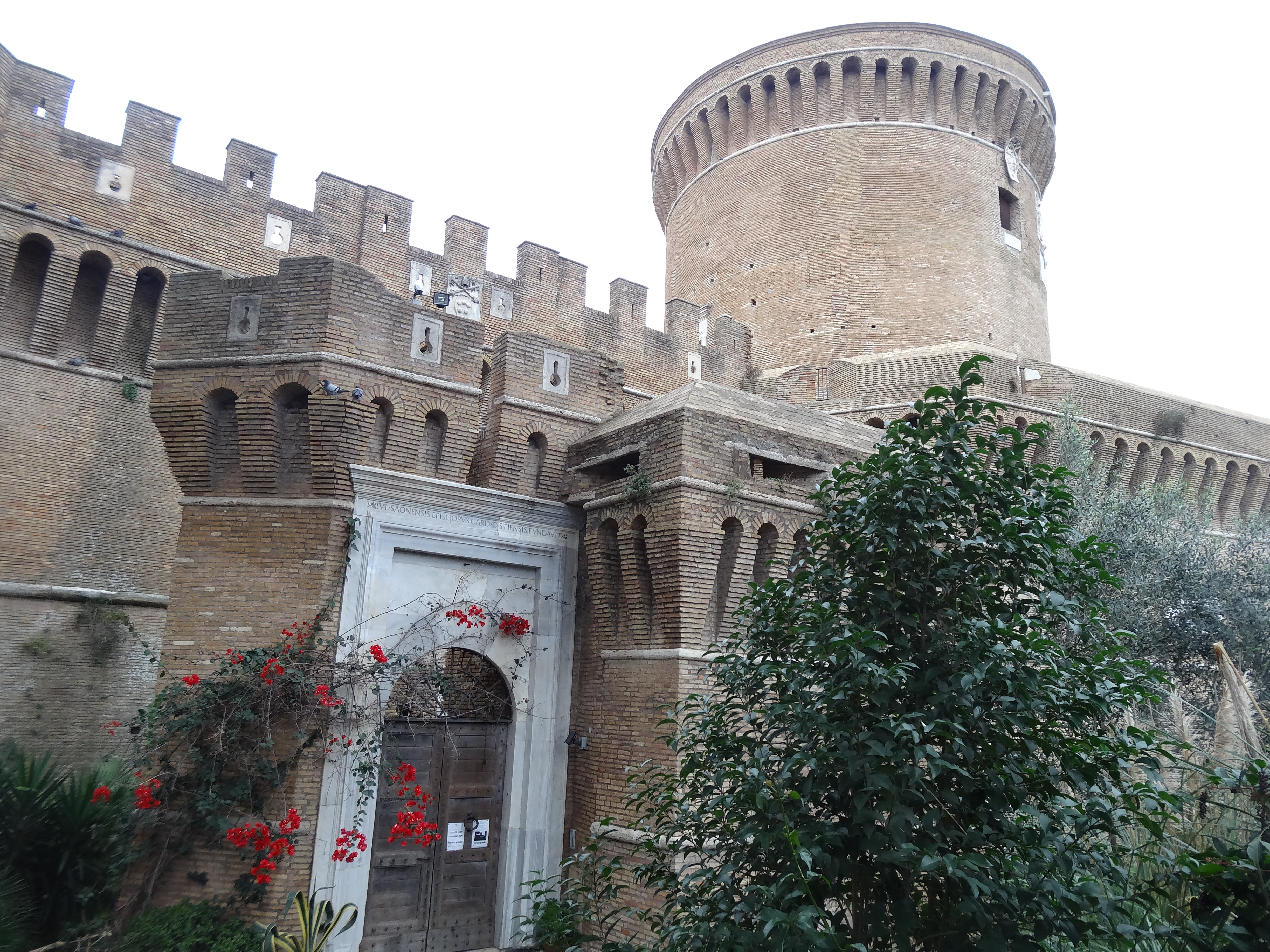
L'ingresso alla rocca

- Castello di Giulio II, su viale dei Romagnoli. Fortezza rinascimentale del XV secolo (1423-86).

Castello fatto costruire nel periodo 1461-83 dal cardinale Giuliano della Rovere, futuro papa Giulio II, inglobando il precedente torrione, fatto costruire nel 1423 da papa Martino V.

### Siti archeologici

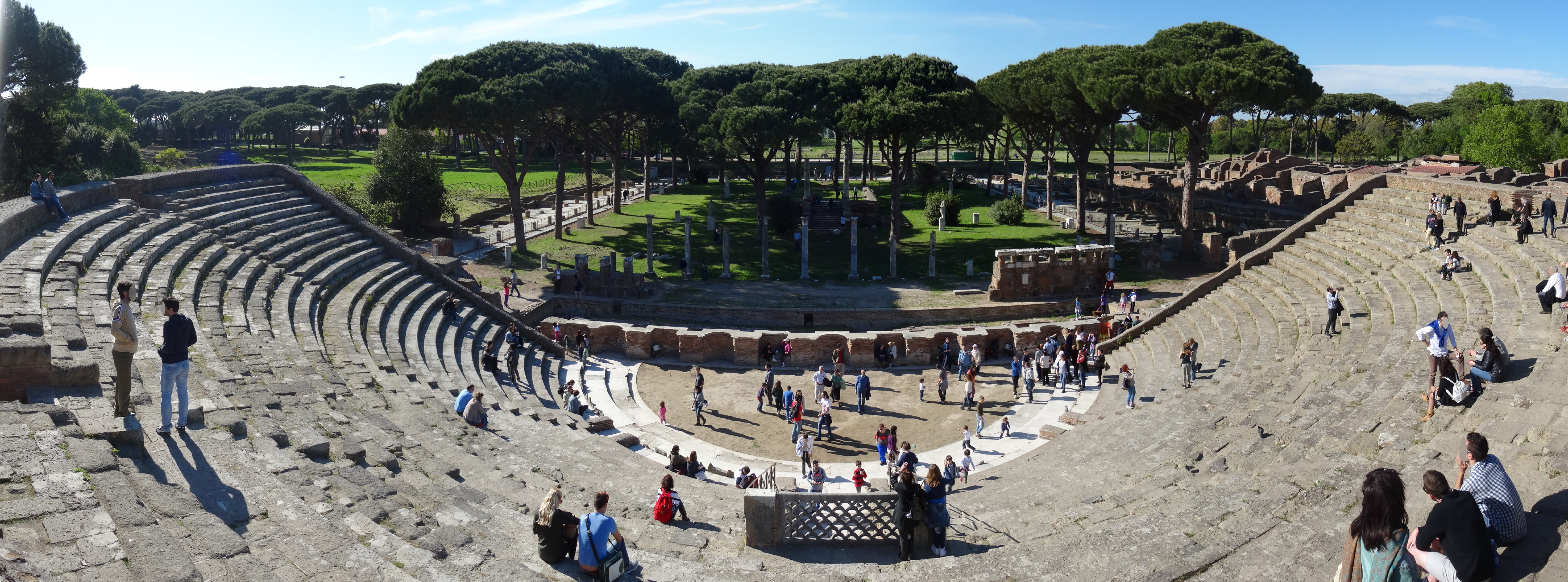
Il Teatro di Ostia

- Area archeologica di Ostia antica, fra viale dei Romagnoli, via di Tor Boacciana e il fiume Tevere. Città romana del VII secolo a.C.

Conservano i resti di parte della città antica, scavata nel corso del XIX e soprattutto XX secolo. Insieme ai monumenti pubblici si sono conservate numerose edifici privati (case di abitazione, strutture produttive, sedi di associazioni), che permettono di rivivere la vita quotidiana com'era nell'antichità.

### Aree naturali
- Riserva naturale statale Litorale Romano
- Parco dei Ravennati, compreso tra via dei Martiri Ostiensi, via della Gente Salinatoria, via del Mare, viale dei Romagnoli, via Gesualdo e via Gloriano. 41.759712°N 12.303119°E

Dedicato ai bonificatori di Ostia.

### Altro
- Ponte della Scafa o di Tor Boacciana, lungo via di Tor Boacciana. Ponte del XX secolo (1950).
- Giardino Filippo Iaia, interno a piazza Gregoriopoli.

## Cultura

### Istruzione

#### Scuole
- Scuola Filippo Marini, su via delle Saline.

#### Musei
- Museo Ostiense che espone reperti dell'area archeologica della Ostia romana.[7]

### Cinema
Il borgo di Ostia Antica è stato il luogo di abitazione del personaggio di Pietro Marchetti, interpretato da Alberto Sordi nel film Il tassinaro del 1983.

### Musica
La spiaggia e il borgo di Ostia furono scelti dal gruppo rock degli U2 per girare, nell'aprile del 1989, parte del video di "All I Want Is You", con la regia di Meiert Avis. Nel video sono ripresi il Castello di Giulio II e la Basilica di Sant'Aurea, oltre che alcune panoramiche del borgo stesso.

## Geografia antropica

### Urbanistica
Nel territorio di Ostia Antica si estende gran parte dell'omonima zona urbanistica 13E.

### Suddivisioni storiche
Oltre alla omonima frazione, che comprende anche il borgo rinascimentale, fanno parte del territorio della zona anche le aree urbane di Saline di Ostia (zona "O" 40) e Bagnoletto.

### Odonomastica
Mentre nel nucleo storico di Ostia vie e piazze sono per la maggior parte dedicate a luoghi e personaggi relativi alla storia locale, gli odonimi dell'area circostante ricordano tutti archeologi e storici. Poche vie al confine con Acilia Nord sono dedicate a città del Veneto e della Lombardia. Gli odonimi della zona possono essere raggruppati nelle seguenti categorie:
- Archeologi, ad es. András Alföldi, Giovanni Antonio Antolini, Anselmo Banduri, Giovanni Becatti, Gian Pietro Bellori, Enrico Brunn, Guido Calza, Secondiano Campanari, Ferdinando Castagnoli, Mauro Cristofani, Gabriele de Mortillet, Giorgio Dennis, Pericle Ducati, Arturo Evans, Giuseppe Fiorelli, Raffaele Garrucci, Albert Grenier, Walter Lehmann, Giuseppe Lugli, Stefano Antonio Morcelli, Oscar Montelius, Massimo Pallottino, Charles Picard, Pietro Romanelli, Carlo Maria Rosini, Francesco Salvolini, Domenico Serradifalco, Giovanni Spano, Antonio Taramelli, Gabriele Torremuzza;
- Città della Lombardia, ad es. Albosaggia, Asola, Barzanò, Bigarello, Caiolo, Carlazzo, Casarile, Castellucchio, Cermenate, Cremosano, Merate;
- Città del Veneto, ad es. Altivole, Bardolino, Bergantino, Bovolenta, Ceneselli, Pedavena, Preganziol, Recoaro Terme, Rovolon, Soverzene, Tambre, Vallada Agordina;
- Denominazioni locali, ad es. via di Bagnoletto, via Capo Due Rami, via del Collettore Primario, via della Macchiarella, via del Macchione Rotondo, via dei Monti del Sale, via del Ponte delle Memorie, via delle Saline, via degli Scavi;
- Personaggi legati ad Ostia, ad es. Aristo[9], Cardinal Cybo[10], Claudia Quinta[11], Conte di Pitigliano[12], Gavio Massimo[13], Gente Salinatoria[14], Gesualdo[15], Gherardo[9], Gloriano[16], Martiri Ostiensi[17], San Massimo[18].

### Gemellaggi
- Amatrice

## Infrastrutture e trasporti
|  | È raggiungibile dalla stazione Ostia Antica. |

## Sport

### Calcio
- A.S.D. Ostiantica Calcio 1926 (colori sociali bianco e nero) che, nel campionato 2021-22 milita nel campionato maschile di Promozione.[19]